# Клаймен (містечко, Вісконсин)
Клаймен (англ. Clyman) — місто (англ. town) в США, в окрузі Додж штату Вісконсин. Населення — 397 осіб (2020).

## Демографія
Згідно з переписом 2010 року, у місті мешкали 774 особи в 288 домогосподарствах у складі 223 родин. Було 314 помешкання
Расовий склад населення:
| - 97,7 % — білих - 0,3 % — корінних американців - 0,1 % — чорних або афроамериканців - 0,1 % — азіатів - 1,0 % — осіб інших рас |

До двох чи більше рас належало 0,8 %. Частка іспаномовних становила 2,6 % від усіх жителів.
За віковим діапазоном населення розподілялося таким чином: 23,4 % — особи молодші 18 років, 62,5 % — особи у віці 18—64 років, 14,1 % — особи у віці 65 років та старші. Медіана віку мешканця становила 44,5 року. На 100 осіб жіночої статі у місті припадало 119,3 чоловіків;  на 100 жінок у віці від 18 років та старших — 112,5 чоловіків також старших 18 років.
Середній дохід на одне домашнє господарство  становив 87 562 долари США (медіана — 76 875), а середній дохід на одну сім'ю — 97 150 доларів (медіана — 88 000). Медіана доходів становила 58 229 доларів для чоловіків та 34 375 доларів для жінок. За межею бідності перебувало 4,5 % осіб, у тому числі 8,1 % дітей у віці до 18 років та 1,2 % осіб у віці 65 років та старших.
Цивільне працевлаштоване населення становило 447 осіб. Основні галузі зайнятості: виробництво — 27,3 %, освіта, охорона здоров'я та соціальна допомога — 15,9 %, роздрібна торгівля — 12,3 %, науковці, спеціалісти, менеджери — 9,2 %.